# سوليانو أل روبيكوني
سوليانو أل روبيكوني (بالإيطالية: Sogliano al Rubicone)‏ هي بلدية في مقاطعة فورلي تشيزينا في إقليم إميليا رومانيا الإيطالي.

## السكان
في سنة 1861 بلغ عدد السكان 5٬289 نسمة، وتطور العدد ليصل في سنة 2011 لـ 3٬251 نسمة.
يظهر هذا المخطط البياني تطور النمو السكاني لـ سوليانو أل روبيكوني

## توأمة
لسوليانو أل روبيكوني اتفاقيات توأمة مع كل من:
- زايدا
- Meziboří [الإنجليزية]‏

## أعلام
- جيوفاني تاني